# Hans-Jürgen Bühring
Hans-Jürgen Bühring (Berlim, 2 de julho de 1920 – 23 de fevereiro de 1999) foi um comandante de U-Boot que serviu na Kriegsmarine durante a Segunda Guerra Mundial.